# Највећи губитник (српска ТВ емисија)
Највећи губитник је српски такмичарски ријалити-шоу који емитује Нова од 2. јануара 2023. године. Темељи се на истоименој франшизи Бена Силвермана, Марка Купса и Дејва Брума. Приказује гојазне или особе с прекомерном тежином који се такмиче да освоје новчану награду тако што ће изгубити највећи проценат телесне тежине у односу на своју почетну тежину.
Такмичари у првој сезони су били: Александра Бера, Владимир Божић, Марша Динић, Борислав Лазић "Лепи Бора", Ива Лукић, Данијела Марковић "Даца", Огњен Милић, Татјана Милошевић, Радмила Перић, Јелена Пурковић, Златко Раду, Драган Рукселић, Марко Свиленковић, Данијела Станкић, Милош Стаменковић и Александар Стевановић "Аца".
Финална, 40. епизода прве сезоне је приказана 3. марта 2023. Победник, који је освојио награду од 15.000 евра, био је Александар Стевановић. На другом месту је била Јелена Пурковић, на трећем Огњен Милић, а на четвртом Ива Лукић. Марша Динић је освојила утешну награду од 3.000 евра, за коју су се борили такмичари који су напустили шоу пре финала, и поделила је са Дацом Марковић. Златко Раду није био у конкуренцији за утешну награду, јер је напустио такмичење својевољно, из здравствених разлога.
Најављено је снимање друге сезоне.

## 1. сезона

### Тренери
Тренери у овој телевизијској емисији били су Стефан Невистић и Маша Купрешанин, учесници „Сурвајвор 2022“.
| Име и презиме такмичара | Место становања | Тим (тренер)             | Уједињење              | Ток игре                                                               | Килограми при уласку | Килограми у финалу       |
| ----------------------- | --------------- | ------------------------ | ---------------------- | ---------------------------------------------------------------------- | -------------------- | ------------------------ |
| Драган Рукселић         | Београд         | Црвени (Стефан Невистић) | /                      | 1. избачен                                                             | 185 kg               | 168 kg -16,2 kg -8,8%    |
| Владимир Божић          | Добој           | Плави (Маша Купрешанин)  | /                      | 2. избачен                                                             | 163 kg               | 149 kg -13,6 kg -8,3%    |
| Татјана Милошевић       | Нови Сланкамен  | Плави (Маша Купрешанин)  | /                      | 3. избачена                                                            | 128 kg               | 104,6 kg -23,4 kg -18,2% |
| Радмила Перић           | Земун           | Црвени (Стефан Невистић) | /                      | 4. избачена                                                            | 100 kg               | 88,7 kg -11,3 kg -11,3%  |
| Александра Бера         | Зрењанин        | Црвени (Стефан Невистић) | /                      | Избачена у игри за елиминацију                                         | 100 kg               | 79,6 kg -20,4 kg -20,4%  |
| Златко Раду             | Нови Сад        | Плави (Маша Купрешанин)  | црни (Стефан Невистић) | Изашао својом вољом                                                    | 147 kg               | 114,2 kg -32,8 kg -22,3% |
| Марша Димић             | Београд         | Плави (Маша Купрешанин)  | црни (Маша Купрешанин) | 5. избачена, Добила утешну награду у финалу                            | 106,5 kg             | 74,9 kg -31,6 kg -29,7%  |
| Марко Свиленковић       | Крушевац        | Црвени (Стефан Невистић) | црни (Стефан Невистић) | 6. избачен                                                             | 117 kg               | 85,9 kg -31,1 kg -26,5%  |
| Милош Стаменковић       | Лесковац        | Плави (Маша Купрешанин)  | црни (Маша Купрешанин) | Елиминисан након што се нашао испод црвене линије                      | 136 kg               | 105,4 kg -30,6 kg -22,5% |
| Данијела Станкић        | Кикинда         | Плави (Маша Купрешанин)  | црни (Стефан Невистић) | Избачена у игри за елиминацију, али враћена уместо Златка. 7. избачена | 102,5 kg             | 80,2 kg -22,3 kg -21,8%  |
| Борислав Лазић          | Београд         | Црвени (Стефан Невистић) | црни (Стефан Невистић) | Елиминисан након што се нашао испод црвене линије                      | 166 kg               | 120,7 kg -45,3 kg -27,3% |
| Данијела Марковић Даца  | Земун           | Црвени (Стефан Невистић) | црни (Маша Купрешанин) | 8. и последња избачена                                                 | 160 kg               | 117,5 kg -42,5 kg -26,5% |
| Ива Лукић               | Београд         | Црвени (Стефан Невистић) | црни (Стефан Невистић) | 4. место у финалу                                                      | 115 kg               | 88,3 kg -26,7 kg -23,2%  |
| Огњен Милић             | Београд         | Црвени (Стефан Невистић) | црни (Маша Купрешанин) | 3. место у финалу                                                      | 161 kg               | 119,1 kg -41,9 kg -26%   |
| Јелена Пурковић         | Крупањ          | Плави (Маша Купрешанин)  | црни (Стефан Невистић) | 2. место у финалу                                                      | 117 kg               | 86,4 kg -30,6 kg -26,2%  |
| Александар Стевановић   | Београд         | Плави (Маша Купрешанин)  | црни (Маша Купрешанин) | Највећи губитник                                                       | 211,5 kg             | 147,5 kg -64,5 kg -30,5% |

## 2. сезона

### Тренери
У другој сезони „Највећег губитника“ тренери су остали исти: Стефан Невистић и Маша Купрешанин, учесници „Сурвајвор 2022“.